# Heligmonevra tenuicornis
Heligmonevra tenuicornis là một loài ruồi trong họ Asilidae. Heligmonevra tenuicornis được Walker miêu tả năm 1860.